# Grouvellinus rioloides
Grouvellinus rioloides is een keversoort uit de familie beekkevers (Elmidae). De wetenschappelijke naam van de soort werd in 1887 als Macronychus rioloides gepubliceerd door Edmund Reitter.

## Synoniemen
- Grouvellinus arius Janssens, 1959[2]